# 甲斐親直
甲斐親直/甲斐宗運是室町時代及安土桃山時代的武將。阿蘇氏家臣。出家後名號宗運。甲斐親宣之子。

## 生涯
肥後國阿蘇神社大宮司阿蘇惟豐的重臣甲斐親宣之子。
大永3年（1523年），菊池武包於筒之嶽城（荒尾市府本）舉兵叛變，惟豐任命親宣（親直初陣）為將率軍討伐。武包戰敗逃往肥前國的高來地區，親宣因功獲封八百町領地作為獎賞。
天文10年（1541年），與島津氏内通的御船城主御船房行背叛阿蘇氏，阿蘇家以阿蘇惟將為總大將討伐，親直隨軍出征。於木倉原（御船原）一地擊敗叛軍、房行自殺、城池也奪回來。親直因功獲封千町領地及御船城，並任命為城主（木倉原之戰）。這期間，親直剃髮出家，號為宗運。
天文15年（1546年），同族且為宗運女婿的隈庄守昌與島津氏内通叛變，阿蘇惟將盛怒之下，命宗運親自進攻隈庄城。歷經3年後，天文18年（1549年）宗運於隈之庄之戰擊敗守昌，攻陷隈庄城。守昌一族被誅殺。
宗運對外與大友氏維持主從關係，與肥後相良氏及名和氏則保持同盟，藉以確保阿蘇氏的存續。天文15年（1551年），菊池義武趁大友家二階崩之變時，舉起反旗，大友義鎮出兵肥後鎮定地區試圖鎮壓。阿蘇氏派宗運率軍配合大將佐伯惟教。惟教進攻菊池義武部將合志隆重守備的竹迫城，但未能攻落，雙方以交出人質講和後撤退。
永祿5年（1562年），島津氏勢力擴展至肥後國，與相良氏衝突。天正6年（1578年），大友氏於耳川之戰被島津氏擊敗後，在肥後地區的影響力降低，肥後的國人眾大多跟從島津氏或龍造寺氏，只有宗運堅定維持與大友氏的同盟關係。
天正8年（1580年）3月，從屬於龍造寺氏的隈部親永、合志親為、河尻氏、鹿子木氏，及從屬於島津氏的名和顯孝、城親賢等肥後國人眾組成連合軍試圖消滅阿蘇氏。宗運結合來援的御船、甲佐、矢部、砥用、南鄉谷、菅尾、小國等豪族的軍隊，由嫡男親英（宗立）率兵8000迎擊，並北上至竹宮原布陣，雙方於於白川且過瀨對峙。宗運根據諜報告由於雨勢盛大，隈部勢放鬆了警戒，宗運於是趁翌日未明時渡河急襲，造成隈部勢大混亂而敗走。大友義統特別將飽田郡池上村賜與宗運作為獎賞。（且過瀨之戰）
這期間，黑仁田豐後守背叛阿蘇氏而與伊東義祐内通。黑仁田是宗運長子親英的舅舅，宗運徵得主君同意放過媳婦一人，其餘黑仁田一族郎黨都全部誅殺，並將首級獻上。然而阿蘇家「井芹黨」黨徒約70餘名，包括宗運次男親正（藏人）、三男宣成（三郎四郎）及四男直武（四郎兵衛），宗運只得將次男誅殺，三男逃往江俵山亦被追殺，僅有四男往日向逃亡，嫡男宗立則在家臣請命下逃過一死。
天正9年（1581年）春，由於大友勢力衰退，宗運改向龍造寺氏送出人質表示臣從。另一方面，同年9月島津軍攻下了相良家的重要據點水俁城，相良義陽只得割讓葦北地區給島津家，並送上人質達成和議，向島津義久稱降，島津氏命相良義陽進攻阿蘇家御船城。義陽與宗運本為交換誓詞之盟友，島津此舉是為了分化肥後的國人眾，藉由鷸蚌相爭從中獲利。此外，御船田代城主為田代快尊、宗傳父子，而宗傳為甲斐宗運的妹婿。同年12月，義陽入侵阿蘇領，宗運的軍勢趁濃霧從相良義陽設於響野原之本陣背後奇襲，擊敗相良軍。義陽甚至來不及退却，於床几座上被殺。（響野原之戰）
自此之後，宗運的外交方針比較偏向龍造寺，並為了阿蘇家能在龍造寺與島津二大勢力間求生存，而費盡心思。天正11年（1583年）7月5日病死。享年75歲。